# 루마니아의 경제
루마니아의 경제는 인간 개발 지수가 매우 높고 숙련된 노동력을 가진 고소득 혼합 경제로, 총 명목 GDP로는 유럽 연합에서 12위이며 구매력 평가로 조정했을 때 7번째로 크다.
루마니아의 경제는 연간 5,850억 달러의 생산으로 세계 35위이다. 최근 몇 년간 루마니아는 2016년 4.8%, 2017년 7.1%, 2018년 4.4%, 2019년 4.1% 등 EU에서 가장 높은 성장률을 기록했다. 2019년 구매력 기준의 1인당 GDP는 유럽 연합 평균의 69%에 달해 2007년의 44%에서 증가하여 EU27에서 가장 높은 성장률을 기록했다.
루마니아는 중앙유럽과 동유럽에서 외국인 직접투자를 위한 주요 목적지로 1989년 이후 루마니아에 누적된 내부 FDI는 총 1,700억 달러 이상에 달한다. 루마니아는 중앙유럽과 동유럽에서 가장 큰 전자제품 생산국이다. 지난 20년 동안 루마니아는 모바일 기술, 정보 보안 및 관련 하드웨어 연구의 주요 중심지로 성장했다. 루마니아는 IT와 자동차 생산과 같은 분야에서 지역의 선두주자이다. 수도 부쿠레슈티는 동유럽의 주요 금융 및 산업 중심지 중 하나이다.
루마니아의 10대 수출품은 자동차, 기계, 화학제품, 전자제품, 전기장비, 의약품, 운송장비, 기초금속, 식품, 고무 및 플라스틱 등이다. 상품과 서비스의 수입은 2015년에 비해 2016년에 9.3% 증가한 반면, 수출은 7.6% 증가했다. CNP(국가예후위원회)의 최근 전망에 따르면 상품과 서비스의 수출은 2017년에 5.6% 성장할 것으로 예상된 반면 수입은 8.5% 증가할 것으로 예상됐다.
루마니아의 산업은 2018년 상반기 국내총생산(GDP)의 33.6%를 창출했다.

## 역사

### 제2차 세계 대전 이전
루마니아의 경제는 1829년 아드리아노플 조약으로 근대화되었고, 수세기 동안의 터키의 지배는 끝이 났다. 경제 성장은 몇몇 이정표들, 1857년 석유의 발견과 산업적 착취, 1859년 왈라키아와 몰다비아의 정치적 연합, 토지 개혁, 지역 화폐의 채택, 레우 (1867년), 주 독립 (1877년), 그리고 카롤 1세 통치하의 광범위한 철도 시스템의 건설에 의해 촉진되었다.
제1차 세계 대전 이후 이웃한 러시아와 오스트리아-헝가리 제국이 해체된 후, 몇몇 루마니아어를 사용하는 주들(트란실바니아, 베사라비아, 바나트, 부코비나)은 루마니아 왕국과 합쳐져 현대적인 형태의 루마니아 국가를 형성했다. 급진적인 농업 개혁의 적용과 새로운 헌법의 통과는 민주적인 틀을 만들었고 빠른 경제 성장을 가능하게 했다.
제2차 세계 대전까지 루마니아는 유럽에서 두 번째로 큰 석유 및 식량 생산국이었다.

### 공산주의 시대
1945년 이후, 소련이 점령한 루마니아는 동구권의 일원이 되었고 소련식 명령 경제로 전환했다. 이 기간 동안 그 나라는 "다방적으로 발전된 사회주의 사회"를 만들기 위한 시도로 급속한 산업화를 경험했다. 경제 성장은 1970년대에 외국 신용에 의해 더욱 촉진되었고, 결국 110억~120억 달러로 정점에 달한 외채 증가로 이어졌다.
루마니아의 부채는 1980년대에 루마니아인들에게서 기본적인 소비재를 빼앗긴 심각한 긴축 정책을 시행함으로써 완전히 갚아졌다. 루마니아 혁명 이전인 1989년에 루마니아는 약 8천억 레이, 즉 536억 달러의 GDP를 가지고 있었다. 그 나라 국민 총소득의 약 58%가 산업으로부터 왔고, 또 다른 15%는 농업으로부터 왔다. 최저 임금은 2,000 레이, 즉 135 달러였다.

### 자유 시장 전환
공산주의 기간의 끝은 급격한 경기 침체의 시작을 알렸다. 세계 경제에서 루마니아의 비중은 1983년의 0.8%에서 1993년에는 0.3%로 떨어졌다.
산업 민영화는 1992년 약 6,000개의 공기업 주식의 30%를 5개의 개인 소유 기금으로 이전하면서 시작되었으며, 각 성인은 소유 증명서를 받았다. 기업의 나머지 70%의 소유권은 국가 소유 기금으로 이전되었으며, 매년 최소 10%의 비율로 주식을 매각해야 한다. 민영화법은 또한 약 30개의 특별히 선정된 기업의 직접 판매와 대기업의 "자산" (즉, 상업적으로 실행 가능한 구성요소 단위)의 판매를 요구했다.

### 루마니아 투자
투자 수준은 여전히 EU 평균을 웃돌고 있다. 2016년 루마니아 국내총생산(GDP)의 거의 25%를 투자가 차지하고 있는 반면, EU의 GDP의 19%는 투자가 차지하고 있다.

## 경제

### GDP
루마니아 언론에서 경제는 2000년대 동안 "동유럽의 호랑이"로 언급되어 왔다. 루마니아는 1,000만 헥타르가 넘는 농경지, 다양한 에너지원(석탄, 석유, 천연가스, 수력, 핵 및 풍력), 고령화되면 제조 기반과 흑해와 산악 관광의 확대 발전 기회를 가진 상당한 경제적 잠재력을 가진 나라이다.

### 투자
국립통계원에 따르면 루마니아 경제에 대한 순투자는 2018년 상반기에 총 336억 RON(72억 유로)으로 2017년 같은 기간에 비해 5.8% 증가했다.
같은 해 (2018년) 직접 투자(FDI)는 810억으로 63%(510억)가 "그린 필드"였다.

### 국가 예산
2017년 계획된 국가 예산은 4220억 레이(1030억 달러)이며 GDP 대비 예산 적자는 1.1%로 추산된다.

### 성장하는 중산층
루마니아는 1인당 소득이 상대적으로 높은 중산층과 상류층이 증가하고 있다. 세계은행은 2002년에 도시 인구의 99%와 시골 인구의 94%가 전기를 사용할 수 있다고 추정했다. 2004년에는 도시 인구의 91%와 농촌 인구의 16%만이 개선된 상수도 공급을 이용할 수 있었고 도시 인구의 94%는 개선된 위생 시설을 이용할 수 있었다. 2017년 루마니아에는 약 2,250만 명의 휴대전화 사용자가 있었고 약 1,800만 명이 인터넷에 접속할 수 있었다.
2017년 3월, 월평균 임금은 3,256 RON (유로 716)이었고, 월평균 임금은 2,342 RON (유로 515)이었다.

### 이웃 국가
선진국들은 무역과 개발을 촉진하기 때문에 선진국 시장과 국경을 공유함으로써 이익을 얻는 경향이 있다. 아래는 루마니아의 이웃 국가, 그들의 1인당 GDP, 그리고 두 나라 사이의 무역 가치를 나타낸 표이다. 2017년 루마니아 수출의 11.58%가 이웃 국가들에게 돌아갔으며 수입의 12.95%는 이들 5개국에서 왔다. 이에 비해, 독일만 루마니아 수출의 23%, 수입의 20.1%를 차지했다.

### 루마니아의 최저임금
루마니아 경제의 최저 총 임금은 2021년 1월 1일부터 2,300 RON (유로 485)에 달한다. 고등교육이 필요한 직책에 근무하는 직원의 경우 최소 총 급여는 2,350 RON(유로 495)에 달한다. 15년 이상의 연공서열 근로자에게도 같은 최저임금이 적용된다.

### 성인당 재산
2018년 루마니아의 성인 1인당 평균 재산은 크레디트 스위스(Credit Suisse)가 6,658달러로 추정했다. 성인 1인당 평균 재산은 20,321달러였다.
루마니아 성인 1560만 명 중 62%가 1만 달러 미만의 재산을 가지고 있었다.

## 관광업
루마니아는 2018년에 국내외 관광객 1570만 명 이상이 방문하는 인기 있는 관광지이다.
루마니아의 관광은 2020년 코로나19 범유행 기간 동안 큰 타격을 입었고, 2020년에는 외국인 방문객의 68%가 감소했다.
루마니아에는 문화적으로 관심이 많은 도시들(부쿠레슈티, 콘스탄차, 브라쇼브, 이아시, 티미쇼아라, 클루지나포카 또는 알바이울리아), 해변과 해변 휴양지, 스키 리조트, 그리고 그들의 아름다움과 평온함으로 잘 보존된 시골 지역들이 있다. 루마니아는 매년 수천 명의 방문객을 맞이하는 많은 종교적 순례의 목적지이다.

## 경제 부문

### 가스 및 천연자원
루마니아는 천연가스 수출국이 되었다. 루마니아 과학자인 라자르 에델레아누는 세계 최초로 이산화황으로 석유 기반 제품을 정제했다. 다시 말해서, 화학적인 변화 없이 일부 탄화수소 그룹의 기름으로부터 분리되는 것이다.

### 농업
농업은 인구의 약 26%(유럽에서 가장 높은 비율 중 하나)를 고용하고 GDP의 약 4.3%를 기여한다. 버러간은 큰 밀 농장으로 특징지어진다. 유제품, 돼지고기, 가금류, 사과 생산은 서부 지역에 집중되어 있다.
소고기 생산은 루마니아 중부에 위치하고 과일, 채소, 와인의 생산은 루마니아 중부에서 남부까지 다양하다. 루마니아는 많은 농산물의 큰 생산국이며 현재 임업과 수산업을 확장하고 있다. 개혁의 이행과 관세 및 무역에 관한 우루과이 라운드는 경제의 농업 부문에 개혁을 가져왔다.

## 생명공학 산업
루마니아는 적극적으로 생명공학 산업을 육성하고 발전시키고 있다. 수억 달러가 사회 기반 시설 건설, 연구 개발 자금 지원, 루마니아에 최고의 국제 과학자들을 모집하기 위해 이 분야에 투자되었다. 루마니아는 약리유전체학, 단백질 공학, 글리코 공학, 조직 공학, 생물 정보학, 게놈 의학 및 예방 의학 등 주요 분야에서 세계 최고의 경쟁력 있는 생물 산업 중 하나를 보유하고 있다. 루마니아는 대학과 연구개발(R&D) 시설 개발, 바이오벤처 창업 증가, 바이오클러스터(생명공학 기업 및 기관의 커뮤니티) 성장, 인적자원 개발 등 세계 최고 수준의 생명공학 분야로 도약하기 위해 막대한 자원을 쏟아붓고 있다.

## 대외 무역

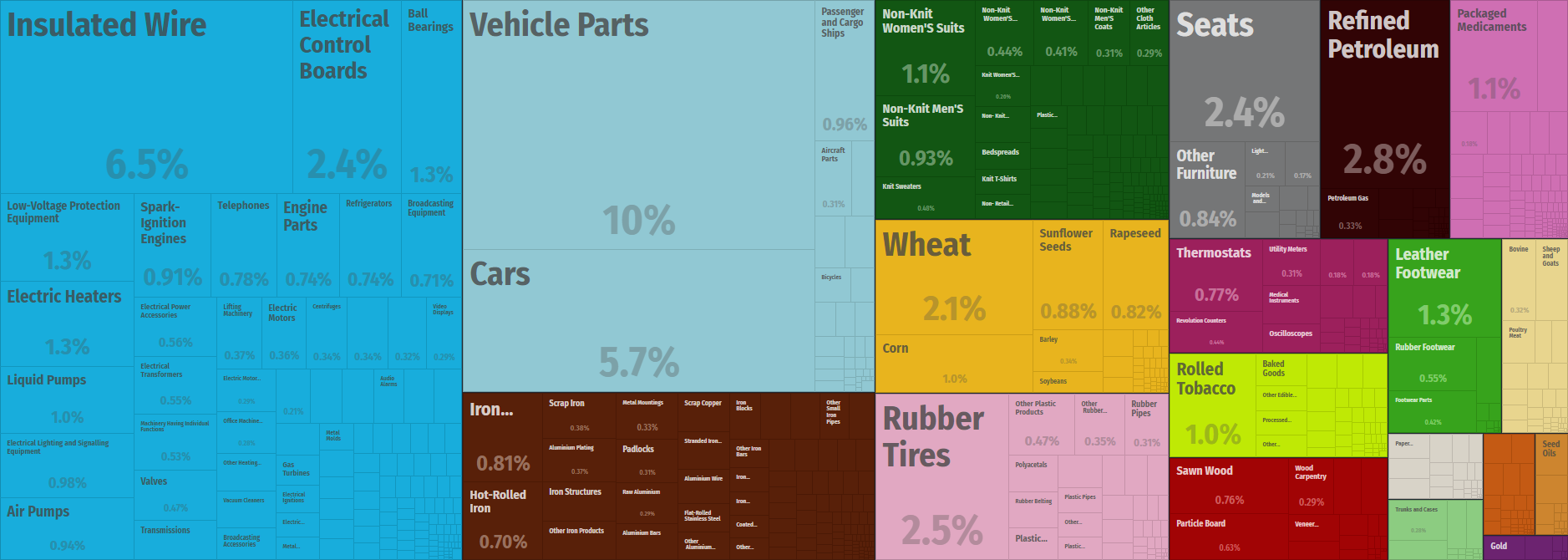
루마니아의 수출 제품 차트

2017년에 루마니아의 가장 큰 무역 상대국은 독일이었고 이탈리아가 그 뒤를 이었다. 루마니아의 주요 수출입품은 전기 기계, 자동차, 부품, 산업 기계이다. 루마니아가 상당한 양의 곡물을 수입하는 반면, 루마니아 소매 시장에서 판매하기 위해 식품이 규제되어야 하고, 따라서 다른 나라로부터 거의 식료품을 수입하지 않기 때문에, 루마니아는 다른 농산물과 식품에서 대부분 자급자족하고 있다.
루마니아는 2006년에 24억 유로의 식료품을 수입했는데, 이는 수입액이 20억 유로를 약간 웃돌던 2005년에 비해 거의 20% 증가한 것이다. 유럽연합은 루마니아의 농산물 교역의 주요 파트너이다. 이 목적지로의 수출은 64%를 차지하며, EU 국가로부터의 수입은 54%를 차지한다. 다른 중요한 파트너로는 CEFTA 국가들, 터키, 몰도바, 미국이 있다. 공산주의 시대 이후 무기 산업의 쇠퇴에도 불구하고 루마니아는 2007년 세계 총액의 3~4%를 차지하는 중요한 군사 장비 수출국이다. EU 회원국들은 세계무역기구의 단일 관리들에 의해 대표된다.
2010년 첫 3분기 동안 루마니아 수출은 21% 증가하여 유럽연합에서 가장 큰 비율 중 하나이다. 무역 적자는 EU에서 8번째로 큰 약 20억 유로였다.